# Capizzone
Capizzone (lombardul: Capisù) település Olaszországban, Lombardia régióban, Bergamo megyében. Lakosainak száma 1211 fő (2023. január 1.). Capizzone Berbenno, Val Brembilla, Ubiale Clanezzo, Bedulita, Roncola és Strozza községekkel határos.

## Népesség
A település népességének változása:
| Lakosok száma | 1239 | 1231 | 1211 |
|               | 2017 | 2018 | 2023 |